# Vaterpolo na OI 2012. – sastavi (žene)

## Skupina A

### Kina
| Ime i prezime    | Klub    |
| ---------------- | ------- |
| Jang Džun        | Tianjin |
| Teng Fei         |         |
| Liu Ping         |         |
| Sun Judžun       |         |
| He Džin          |         |
| Sun Jating       |         |
| Song Donglun     |         |
| Gao Ao           |         |
| Vang Ji          | Guanxi  |
| Ma Huanhuan      |         |
| Sun Huizi        |         |
| Žang Lei         |         |
| Vang Jing        |         |
| Juan Jane Giralt |         |

### Mađarska
| Ime i prezime   | Klub              |
| --------------- | ----------------- |
| Flóra Bolonyai  | Trojans           |
| Dóra Czigány    | Eger              |
| Dóra Antal      | Eger              |
| Hanna Kisteleki | Budapest VSC      |
| Gabriella Szűcs | Dunaújvárosi      |
| Orsolya Takács  | Szentes           |
| Rita Drávucz    | Pro Recco         |
| Rita Keszthelyi | Szentes           |
| Ildikó Tóth     | Budapest VSC      |
| Barbara Bujka   | Waterpolo Messina |
| Dóra Csabai     | Budapest VSC      |
| Kata Menczinger | Dunaújvárosi      |
| Edina Gangl     | Eger              |
| András Merész   |                   |

### Španjolska
| Ime i prezime        | Klub            |
| -------------------- | --------------- |
| Laura Ester          | Sabadell        |
| Marta Bach           | Mataro          |
| Anna Espar           | Sabadell        |
| Roser Tarragó        | Mataro          |
| Matilde Ortiz        | Sabadell        |
| Jennifer Pareja      | Sabadell        |
| Lorena Miranda       | CW Dos Hermanas |
| María del Pilar Peña | Sabadell        |
| Andrea Blas          | EW Zaragoza     |
| Ona Meseguer         | Sant Andreu     |
| María García Godoy   | Sabadell        |
| Laura López          | Madrid Moscardo |
| Ana Copado           | Sant Andreu     |
| Miguel Ángel Oca     |                 |

### SAD
| Ime i prezime       | Klub                        |
| ------------------- | --------------------------- |
| Elizabeth Armstrong | Great Lakes WP Club         |
| Heather Petri       | New York Athletic Club      |
| Mellisa Seideman    | Stanford University         |
| Brenda Villa        | Orizzonta Catania           |
| Lauren Wenger       | New York Athletic Club      |
| Maggie Steffens     | Diablo Water Polo           |
| Courtney Mathewson  | New York Athletic Club      |
| Jessica Steffens    | New York Athletic Club      |
| Elsie Windes        | Tualatin Hills WPC          |
| Kelly Rulon         | ASD Roma                    |
| Annika Dries        | Stanford University         |
| Kami Craig          | Santa Barbara WP Foundation |
| Tumuaialii Anae     | SoCal                       |
| Adam Krikorian      |                             |

## Skupina B

### Australija
| Ime i prezime       | Klub                |
| ------------------- | ------------------- |
| Victoria Brown      | Victorian Tigers    |
| Gemma Beadsworth    | Freemantle Marlins  |
| Sophie Smith        | Queensland Breakers |
| Holly Lincoln-Smith | Cronulla Sharks     |
| Jane Moran          | Brisbane Barracudas |
| Bronwen Knox        | Victorian Tigers    |
| Rowena Webster      | Victorian Tigers    |
| Kate Gynther        | Brisbane Barracudas |
| Glencora Ralph      | Freemantle Marlins  |
| Ashleigh Southern   | Brisbane Barracudas |
| Melissa Rippon      | Brisbane Barracudas |
| Nicola Zagame       | Cronulla Sharks     |
| Alicia McCormack    | Cronulla Sharks     |
| Greg McFadden       |                     |

### Velika Britanija
| Ime i prezime           | Klub                |
| ----------------------- | ------------------- |
| Robyn Nicholls          | City of Manchester  |
| Chloe Wilcox            | City of Manchester  |
| Fiona McCann            | City of Liverpool   |
| Francesca Snell         | West London Penguin |
| Alexandra Rutlidge      | City of Manchester  |
| Frances Leighton        | City of Sheffield   |
| Lisa Gibson             | City of Manchester  |
| Hazel Musgrove          | City of Liverpool   |
| Ciara Gibson-Byrne      | City of Manchester  |
| Angela Winstanley-Smith | City of Manchester  |
| Francesca Clayton       | City of Liverpool   |
| Rebecca Kershaw         | City of Manchester  |
| Rosemary Morris         | City of Liverpool   |
| Szilveszter Fekete      |                     |

### Italija
| Ime i prezime      | Klub                |
| ------------------ | ------------------- |
| Elena Gigli        | Pro Recco           |
| Simona Abbate      | Pro Recco           |
| Elisa Casanova     | Rari Nantes Imperia |
| Anikó Pelle        | Ortigia Siracusa    |
| Federica Radicchi  | Orizzonta Catania   |
| Allegra Lapi       | Fiorentina          |
| Tania Di Mario     | Orizzonta Catania   |
| Roberta Bianconi   | Pro Recco           |
| Giulia Emmolo      | Rari Nantes Imperia |
| Giulia Rambaldi    | Pro Recco           |
| Aleksandra Cotti   | Pro Recco           |
| Teresa Frassinetti | Pro Recco           |
| Giulia Gorlero     | Rari Nantes Imperia |
| Fabio Conti        |                     |

### Rusija
| Ime i prezime          | Klub              |
| ---------------------- | ----------------- |
| Marija Kovtunovskaja   | Kinef Kiriši      |
| Diana Antonova         | Skif-ŠMSV         |
| Aleksandra Antonova    | Skif-ŠMSV         |
| Olga Belova            | Uraločka Zlatoust |
| Jevgenija Ivanova      | Šturm             |
| Ekaterina Tankeva      | Šturm             |
| Ekaterina Lisunova     | Kinef Kiriši      |
| Nadežda Fedotova       | Kinef Kiriši      |
| Ekaterina Prokofjeva   | Kinef Kiriši      |
| Olga Beljaeva          | Kinef Kiriši      |
| Jevgenija Kokhrijakova | Kinef Kiriši      |
| Sofia Konuh            | Kinef Kiriši      |
| Ana Karnauh            | Kinef Kiriši      |
| Aleksandr Kabanov      |                   |